# Planète Harvettes
Planète Harvettes ou Les Enfants de Harvey Street (Harvey Street Kids puis Harvey Girls Forever!) est une série télévisée d'animation américaine en 52 épisodes de 24 minutes diffusée à partir du 29 juin 2018 sur Netflix.
Créée et développée par Aliki Theofilipoulos et Brendan Hay, elle est inspirée de personnages de bandes dessinées de la maison d'édition américaine Harvey Comics, parmi lesquels Little Audrey, Little Dot, Little Lotta et Richie Rich.
Elle a été rediffusée aux États-Unis sur Comedy Central et au Canada sur Much à partir du 1er septembre 2019 pour la version originale, en France à partir du 5 septembre 2019 sur Game One et  en Belgique à partir du 6 avril 2020 sur Comedy Central Wallonie pour la version française.

## Synopsis

### Fiche technique
- Titre original : Harvey Street Kids (saison 1) ; Harvey Girls Forever! (à partir de la saison 2)[1]
- Titre français :  Les Enfants de Harvey Street (saison 1) ; Planète Harvettes (à partir de la saison 2)
- Création : Aliki Theofilipoulos (en) et Brendan Hay (en) ; Emily Brundige (développement)
- Réalisation :  Murray Debus, Hillary Bradfield, Ruolin Li, Scott O'Brien, Adam Rosette, Dan Riba, Aliki Theofilopoulos, Simon O'Leary
- Scénario :  Sarah Nerboso, Emily Brundige, Rachel McNevin, Mike Yank, Brendan Hay, Jamie Uyeshiro, Aliki Theofilopoulos, Julia Miranda, Elliott Kalan, Danielle Koenig, Tesha Kondrat, Caitlin Meares, Marie Cheng, Joey Manderino, Scott Marder, Josh Bycel, Ryan Ridley
- Musique : Jay Vincent
- Musique aditionnelle : Kay Hanley, Michelle Lewis et Dan Petty
- Production : Pamela Lehn
  - Production exécutive : Brendan Hay, Aliki Theofilopoulos, Scott Marder, Josh Bycel, Ryan Ridley, Emily Brundige
- Société de production : DreamWorks Animation, The Harvey Entertainment Company
- Société de distribution : Netflix
- Pays de production :  États-Unis
- Langue originale : anglais
- Format : couleur - HDTV (1080p) - 16/9 - son 5.1
- Genre : animation
- Nombre de saisons : 4
- Nombre d'épisodes : 52 (104 segments)
- Durée : 24 minutes (2x12)
- Dates de première diffusion :  : 29 juin 2018 sur Netflix
- Classification : tout public

## Distribution

### Voix originales
- Stephanie Lemelin (en) : Audrey / Pegtor
- Kelly McCreary : Dot / Cheevanka
- Lauren Lapkus : Lotta / Narwhalla
- Jack Quaid : Richie Rich
- Grey DeLisle : Lucretia (Félicia en VF) / Dollcretia (Poup'licia en VF) / Frufru (Froufrou en VF) / The Bow (le Ruban en VF) / Penny
- Atticus Shaffer : Melvin
- Utkarsh Ambudkar : Fredo et Teen Boy
- Roger Craig Smith : Pinkeye (Beauregard en VF) / Bobby the Elder (Bobby l'Ancien en VF) / Billy the Skunk / Blaze Trickle
- Danny Pudi : Tinaceous T. Tonner « Tiny » (Toupti en VF) / Super Todd / Vlad Villainski
- Cree Summer : Zoelisha Bertha « Zoe »
- Anna Camp : Chevron  (Charlène en VF)
- Dominic Catrambone : Dollar
- Jamaal Hepburn : Gerald
- Nat Faxon : Stu (Lucas en VF)
- Chelsea Peretti : Maria (Marie-E en VF)
- Sarah Baker : Irona
- Kristin Chenoweth : Patty Pupé (Patty Poupette en VF)
- Bobby Moynihan : Casper
- Mike Carlsen : Spooky
- Crush4U :
  - Nick Lachey : Auden
  - Joey Fatone (en) : J-Frog
  - Joey McIntyre : Xaden
  - Shawn Stockman (en) : Mortimer

Source : TV Insider, Animation World Network

### Voix françaises
- Sauvane Delanoë : Audrey / Pegtor
- Diane Dassigny : Dot / Cheevanka
- Barbara Beretta : Lottie / Narwhalla
- Pascal Nowak : Richie Rich
- Clara Soares : Félicia / Poupée Félicia alias Poup'licia
- Adeline Chetail : Froufrou / Penny / Irona
- Caroline Pascal : le Ruban
- Benjamin Bollen : Melvin
- Benjamin Pascal : Fredo / Billy
- Yann Le Madic : Beauregard
- Denis Laustriat : Bobby l'Ancien
- Guillaume Beaujolais : Toupti / Spooky
- Kelly Marot : Zoé
- Fily Keita : Charlène
- Damien Ferrette : Dollar
- Paolo Domingo : Gérald
- Rémi Caillebot : Lucas
- Delphine Braillon : Marie-E
- Kaycie Chase : Patty Poupette
- Hervé Rey : Casper

Version française réalisée par Chinkel - VSI ; direction artistique : Olivier Podesta ; adaptation des dialogues : Julie Leroy-Lecuyer, Soriya Leang, Joffrey Grosdidier ; adaptation des chansons : Olivier Podesta.

## Épisodes
| Saison | Saison | Épisodes | Première diffusion (Netflix) | Rediffusion |
| ------ | ------ | -------- | ---------------------------- | ----------- |
|        | 1      | 13       | 29 juin 2018                 | NC          |
|        | 2      | 13       | 10 mai 2019                  | NC          |
|        | 3      | 13       | 12 novembre 2019             | NC          |
|        | 4      | 13       | 10 janvier 2020              | NC          |

### Saison 1
1. Une cabane nommée Désir (War and Trees) / Troque qui peut (Trade Wreck)
2. Va, vis et dors (While You Weren't Sleeping) / Choupi et moi (The Secret Strife of Pets)
3. Harveyween (id.) / Le Nouveau (New Kid on the Block)
4. L'amitié ne s'achète pas  (Fruless) / De cape et des prés  (Citizen Cape)
5. Jeux de rôle interdits  (It's a Wonderful Live-Action Roleplay) / Mon canapé, ma bataille (My Sectional Romance)
6. Et pour quelques céréales de plus  (Cereal) / Toupti Rider (Tiny Danger)
7. Les Jolies Colonies de vacances  (Campfire Weekend) / Il faut sauver l'arbre à grimper (Girls Just Wanna Save Fun)
8. Mes meilleures amies pour la vie (A Matter of Life and BFF) / Le Kangougou, le Pélican et le Mérou (Cheer and Present Danger)
9. Ravie Lottie et la Chambre des secrètes (Wary Lotta and the Chamber of Secrets) / VHS HS (VHMess)
10. V pour vengeance  (The Great Brain Robbery) / Caresse-moi si tu peux (Can't Purr-y Love)
11. Anciennement vôtre (Elder Skelter) /  Ma meilleure ennemie (A More Perfect Reunion)
12. Pendant la tempête (Clinging in the Rain) / Nos voisins, les ratons (Raccoon Hoarder Picture Show)
13. Danse avec degôut (Pretty in Pinkeye) / L'Etrange Créature de Harvey Street (The Monsters Are Due on Harvey Street)

### Saison 2
1. Les Aventurières du parc perdu (Raiders of the Lost Park)
2. Le Nom de la science (Dottle Rocket) / Week-end chez Audrey (Weekend at Audrey's)
3. Lottie et les Garçons (Boy Story) / Mystère, mystère et ver de guimauve (Puzzle, Puzzle, Toil and Trouble)
4. Le Trésor de la Sierra Harvey (Treasure of the Sierra Harvey) / Trois bébés et une Lottie (Babies' Day In)
5. Poux pour tous, poux pour un (The Lice Storm) / Mission Rubanpossible (Mission: Impossibow)
6. Groupie à tout prix (The Fandom Menace) / Moby Dot (id.)
7. Pom pom pidou (The Cheer Hunter) / Le Rire des autres (Dot's Entertainment)
8. Fan Club (I Wanna Crush Your Hand)
9. Au-delà de la Dot du tonnerre (Beyond Thunder Dot) / Gerbinal (10 Things I Hate About Ew)
10. Pour un selfie avec toi (Something's Glotta Give) / Ménage à deux (Afternoon Contrite)
11. Il Harvey une fois (Can't Harvey Wait) / Little Miss Crevette (Bring It Prawn)
12. Détour vers le futur (Hover, May I Board With Danger?) / Roméo et Moufette (Free Gilly)
13. Liberté, égalité, punk rock ! (That Thing You Dot!) /  Les tablettes attaquent la ville (Where The Streets Have No Games)

### Saison 3
1. Trop riche pour toi (Get Rich Quick) / Petits meurtres entre amis (Noogie Nights)
2. Le Jour le plus chaud (Audrey Dreams of Ice Cream) / Oubliez les paroles (Blame That Tune!)
3. Moi, naïve donc méchante (Bad Lot-tennant) / Y a-t-il un pilote dans le jet ? (Jet Fretters)
4. Les Animaux fantastiques (Now It's Con!)
5. Likes, Gloire et Beauté (A Stu Is Born) / Instincts basiques (Ruffspringa)
6. Le Prince de Harvey Street (Fast Times at Richmont Harv) / Nuits blanches dans la villa volante (Sleepless in Sky Mansion)
7. Bons baisers de Harvey (Skull and Bows) / Merci, peluche ! (Nine to Harv)
8. La Planète des capes (Planet of the Capes) / Marco et Gaffette  (Whole Lotta Like)
9. Orig'ennemies (Foldin' Girls) / Un plat de pâtes qui se mange froid (V for Ven-Lotta)
10. Tchao, pantin (The Puppets Take Meanhattan) / Patience est mère d'Audrey (Zen and the Art of Videogame Patience)
11. Les trois font la paire (A Tale of Three Kiddies) /  À l'est d'Austland (Austland City Limits)
12. Froufrou vers le futur (The Future is Frufru) / Harverado (id.)
13. Beurre en stock (A Butter Tomorrow) / Un anniversaire pas comme les autres (Days of Future Presents)

### Saison 4
1. La Couleur des émotions (Get Rich or Cry Trying) /  L'appel de la liberté (Dingo Unchained)
2. Miracle sur Harvey Street (Miracle on Harvey Street) / Souviens-toi, Lucas dernier (I Know What You Did Last Stu-mmer)
3. Le Seigneur de l'anneau (Hero Effect) / Harvey Strix Révolution (VR The World)
4. Les Révoltés de Richie (The Dread Pirate Richie) / Dingue 2 robots (¿Crush4U, Where R U?)
5. 12 Harvey-Streetiens en colère (Bobby of Influence) / Croquera bien qui croquera le dernier (Grill or be Grilled)
6. Farce et Furious (Grosse Point Prank) /  Audrey Jones et la fesse maudite (Breaking Butt)
7. Deux sur mars (Chevronica Mars) / Toupti tigre et dragon (The Boy with the Dragon that Flew)
8. Mésaventureland (Misadventureland)
9. Dans la peau d'une autre Harvette (Wacky Weekday) / Personne n'est parfaite (Hike Caramba)
10. Richie Rich et le Tapir maudit (Richie Rich and the Tapir of Doom) / Et pour une médaille de plus (Dollar Dollar Saves Y'All!)
11. Le Calvaire de la peur (Scare Bud) / Souviens-toi l'automne dernier (All Harveys Eye)
12. Nos jours Harvey (Harvily Ever After) / Lib'Audrey, Zoélivrée (Let It Zo)
13. Au revoir, Harvey (Harvey Endings)